# Linden (Iowa)
Linden es una ciudad ubicada en el condado de Dallas en el estado estadounidense de Iowa. En el Censo de 2010 tenía una población de 199 habitantes y una densidad poblacional de 97,01 personas por km².

## Geografía
Linden se encuentra ubicada en las coordenadas 41°38′34″N 94°16′12″O / 41.64278, -94.27000. Según la Oficina del Censo de los Estados Unidos, Linden tiene una superficie total de 2.05 km², de la cual 2.05 km² corresponden a tierra firme y (0%) 0 km² es agua.

## Demografía
Según el censo de 2010, había 199 personas residiendo en Linden. La densidad de población era de 97,01 hab./km². De los 199 habitantes, Linden estaba compuesto por el 98.99% blancos, el 0.5% eran afroamericanos, el 0% eran amerindios, el 0% eran asiáticos, el 0.5% eran isleños del Pacífico, el 0% eran de otras razas y el 0% pertenecían a dos o más razas. Del total de la población el 1.01% eran hispanos o latinos de cualquier raza.